# Luis Pagán Saura
Luis Pagán Saura (Melillha, 12 de outubro de 1943-Málaga 2000) foi um político espanhol do Partido Socialista Operário Espanhol.

## Biografia
Foi presidente da Câmara de Fuengirola de 1979 a 1983 e, posteriormente, de 1993 a 1995. Foi também deputado pela província de Málaga durante as eleições para os III, IV e V Parlamentos, de 1986 a 1996. De 1983 a 1986, foi presidente do Conselho Provincial.
Profissionalmente, fora da política, foi especialista em comércio e funcionário do órgão especial do poder executivo dos Correios.

## Links externos
- Biografia do autarca